# Дэйтон, Джонатан
Джонатан Дэйтон (англ. Jonathan Dayton; род. 7 июля 1957, округ Аламида, Калифорния) — американский кинорежиссёр и клипмейкер, муж и постоянный соавтор Валери Фарис. Начав карьеру с создания документальных фильмов об исполнителях рок-музыки и видеоклипов для канала MTV (в числе которых завоевавший многочисленные награды клип на песню The Smashing Pumpkins «Tonight, Tonight»), они выпустили свой первый полнометражный художественный фильм «Маленькая мисс Счастье» в 2006 году, затем сняв «Руби Спаркс» (2012) и «Битву полов» (2017). Лауреат MTV Video Music Awards, Billboard Music Awards, премий «Сезар», «Независимый дух» и «Грэмми».

## Биография
Джонатан Дэйтон, сын школьного учителя и банковского работника, вырос в городе Уолнат-Крик в Калифорнии, где учился сначала в средней школе Оук-Гроув, а затем, в старших классах, в школе Игнасио-Вэлли. По его собственным словам, годы учёбы пришлись на период, когда преподаватели поощряли приобщение учеников к новым средствам передачи информации, и поэтому ему разрешали сдавать собственноручно снятые киноролики в качестве домашних проектов вместо бумажных работ. Среди фильмов, повлиявших на его выбор карьеры кинорежиссёра, Дэйтон называет ленту 1973 года «Изгоняющий дьявола».
По окончании школы Дэйтон поступил на класс режиссуры в Калифорнийский университет в Лос-Анджелесе; в эти годы он, чтобы обеспечить продолжение учёбы, работал в магазине подержанной одежды. На предпоследнем курсе он познакомился со студенткой Валери Фарис, занимавшейся на классе хореографии; Дэйтон снимал некоторые из её танцевальных работ. В дальнейшем их пути снова пересеклись, когда в 1980 году Фарис и Дэйтону предложили вместе снять фильм о преподавании исполнительского искусств в Калифорнийском университете. Совместная работа пришлась по вкусу Дэйтону и Фарис, которые начали после этого работать вместе на постоянной основе над документальными фильмами и музыкальной рекламой.
Начало совместной режиссёрской карьеры Дэйтона и Фарис совпало с повышением спроса на музыкальные видеоклипы и созданием телеканала MTV. В 1984 году по рекомендации знакомого по Калифорнийскому университету MTV заключил контракт с Фарис и Дэйтоном на производство регулярной передачи The Cutting Edge, выпуски которой они в основном посвящали исполнителям альтернативного рока. Фарис и Дэйтон сами снимали клипы для этой программы, познакомив публику в том числе с группами The Blasters и R.E.M. и творчеством Джонатана Ричмана.
Романтические отношения между Фарис и Дэйтоном завязались только после шести лет совместной работы (Джонатан в интервью вспоминал, что его подружки в этот период до этого момента неизменно ревновали его к Валери). В 1988 году они поженились в клубе Troupers Hall в Голливуде. Брак и дети (в первой половине 1990-х годов у пары родилась дочь, а три года спустя — близнецы-мальчики) не помешали им продолжать успешную работу — по словам Дэйтона, всё лучшее в своём творчестве они сняли уже после рождения детей. Хотя, как утверждал Дэйтон, пара не была особо заинтересована в создании музыкальных клипов, именно они принесли Дэйтону и Фарис известность. Среди ярких работ 1990-х годов были чёрно-белый клип на песню Нила Финна «She Will Have Her Way» (1998), использовавший образы классического кинофильма «Нападение гигантской женщины»; перекликавшийся с лентой Жоржа Мельеса «Путешествие на Луну» клип на песню The Smashing Pumpkins «Tonight, Tonight»; клип на их же песню «1979»; музыкальное видео на песню «Freak on a Leash» группы Korn; и клип на песню Jane’s Addiction «Been Caught Stealing». Среди других исполнителей, с которыми работали Фарис и Дэйтон — Джанет Джексон, Red Hot Chili Peppers, Oasis, R.E.M., Weezer и Ramones. За свою работу они были в общей сложности удостоены 11 премий MTV (в номинациях «лучшая режиссура», «видео года» и «видео-прорыв») и двух «Грэмми». Они также сняли несколько эпизодов для телевизионного комедийного сериала HBO «Мистер Шоу с Бобом и Дэвидом».
В 2002 году Дэйтон и Фарис оказались в числе 15 режиссёров, чьи кандидатуры рассматривались для создания полнометражного художественного фильма «Маленькая мисс Счастье». Продюсерам Альберту Бергеру и Рону Ерксе, уже давно предлагавшим паре сотрудничество, удалось заинтересовать их сценарием чёрной комедии, и в 2006 году фильм вышел на экраны, собрав в прокате более 100 миллионов долларов при затратах на производство в размере 8 миллионов. Фильм, собравший многочисленные награды и номинации, принёс Фарис и Дэйтону в частности премию «Независимый дух» лучшему режиссёру и приз за лучшую режиссуру международного кинофестиваля в Токио.
После успеха «Маленькой мисс Счастье» Дэйтон и Фарис несколько лет отказывались от участия в других кинопроектах, низко оценивая предлагаемый им материал. В частности, они отклонили предложения работы над ремейком «Отряда „Стиляги“» и комедией «Плохие парни 2»; в то же время ряд более качественных проектов, в которых они готовы были участвовать, не дошёл до стадии производства. На протяжении шести лет Фарис и Дэйтон занимались съёмкой рекламных роликов (основанная ими продюсерская компания Bob Industries в это время и ранее снимала в частности рекламу для брендов The Gap, IKEA, Apple, PlayStation, Volkswagen и Guess), прежде чем на экраны вышел их второй художественный фильм «Руби Спаркс». Лента вышла на экран одновременно с боевиком «Тёмный рыцарь: Возрождение легенды» и Олимпиадой в Лондоне и не показала в прокате результата, сравнимого с предыдущей работой режиссёров.
После «Руби Спаркс» Фарис и Дэйтон сняли пилотный эпизод для сериала «Хайстон» (вскоре снятого с производства), а в 2017 году на экраны вышел их третий полнометражный художественный фильм «Битва полов». Одновременно с творческой деятельностью Дэйтон занимал административные должности в Гильдии режиссёров Америки, в частности пост сопредседателя Совета режиссёров Западного региона и пост сопредседателя Западного комитета независимых режиссёров.

## Фильмография
| Год  |   | Название                     | Примечание |
| ---- | - | ---------------------------- | ---------- |
| 1998 | с | Мистер Шоу с Бобом и Дэвидом | Режиссёр   |
| 2006 | ф | Маленькая мисс Счастье       | Режиссёр   |
| 2012 | ф | Руби Спаркс                  | Режиссёр   |
| 2015 | с | Хайстон                      | Режиссёр   |
| 2017 | ф | Битва полов                  | Режиссёр   |

## Награды и номинации
Джонатан Дэйтон и Валери Фарис являются лауреатами наград как за музыкальные видео, так и за полнометражные художественные фильмы. Среди завоёванных наград:
- Грэмми:
  - 1990 — лучшее длинное музыкальное видео (Rhythm Nation 1814, Джанет Джексон)
  - 2000 — лучшее короткое музыкальное видео (Freak on a Leash, Korn)
- MTV Video Music Awards:
  - 1996 — лучшая режиссура (Tonight, Tonight, The Smashing Pumpkins)
  - 2000 — лучшая режиссура (Californication, Red Hot Chili Peppers)
- Billboard Music Awards: 2000 — режиссёр года (Californication[11])
- Международный кинофестиваль в Токио: 2006 — лучшая режиссура («Маленькая мисс Счастье»)
- Независимый дух: 2006 — лучший режиссёр («Маленькая мисс Счастье»)
- Сезар: 2007 — лучший иностранный фильм («Маленькая мисс Счастье»)
- Серебряный кондор: 2007 — лучший иностранный фильм не на испанском языке («Маленькая мисс Счастье»).

Кроме того, Фарис и Дэйтон номинировались на «Грэмми» с клипами «Tonight, Tonight» (1997) и «All Around the World» (Oasis, 1998) и на MTV Video Music Awards с клипами «The End Is the Beginning Is the End» (The Smashing Pumpkins, 1997), «Freak on a Leash» (1999) и «By the Way» (Red Hot Chili Peppers, 2002). Их полнометражные фильмы были номинантами на премию BAFTA за лучшую режиссуру, British Comedy Awards, награду New York Film Critics Circle и другие.